# Ветрогенератор

Работа ветрогенератора

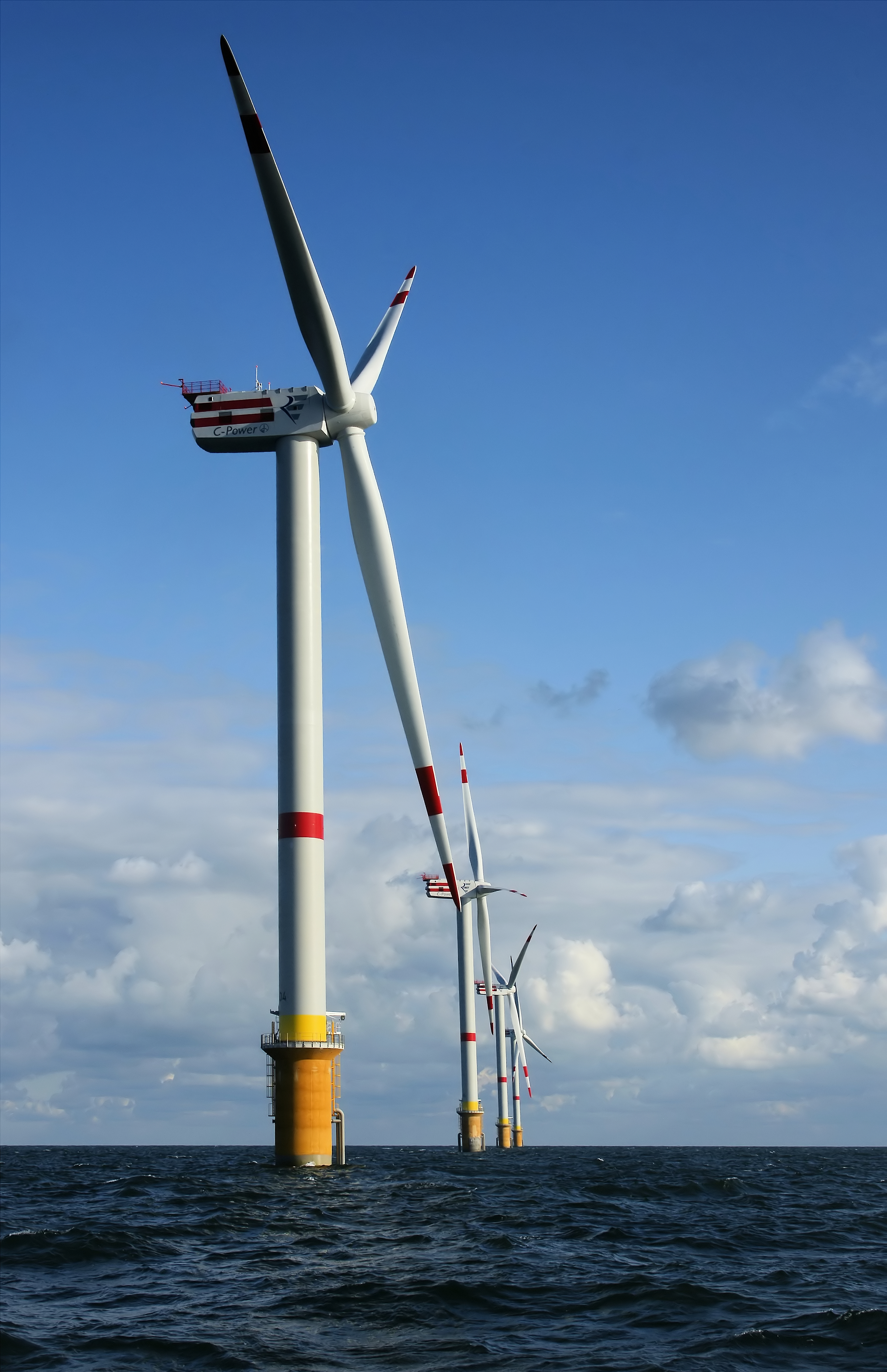
Промышленные ветрогенераторы в Северном море

Ветер раскручивает ротор. Выработанное электричество подаётся через контроллер на аккумуляторы. Инвертор преобразует напряжение на контактах аккумулятора в пригодное для использования

Ветрогенератор (ветроэнергетическая установка или сокращённо ВЭУ, жарг. ветряк) — устройство для преобразования кинетической энергии ветрового потока в механическую энергию вращения ротора с последующим её преобразованием в электрическую энергию.
Ветрогенераторы можно разделить на три категории: промышленные, коммерческие и бытовые (для частного использования).
Промышленные устанавливаются государством или крупными энергетическими корпорациями. Как правило, их объединяют в сети, в результате получается ветровая электростанция. Раньше считалось, что они полностью экологичны, чем отличаются от традиционных. Однако лопасти ветрогенератора сделаны из полимерного композита, вторичное использование и переработка которого невыгодны с точки зрения расходов. Сейчас вопрос о переработке лопастей является открытым.
Единственное важное требование для ВЭС — высокий среднегодовой уровень ветра. Мощность современных ветрогенераторов достигает 8 МВт.
Мощность ветрогенератора зависит от мощности воздушного потока ({\displaystyle N}), определяемой скоростью ветра и ометаемой площадью {\displaystyle N=pSV^{3}/4}, 
где: {\displaystyle V} — скорость ветра, {\displaystyle p} — плотность воздуха, {\displaystyle S} — ометаемая площадь.

## Типы ветрогенераторов
Существуют классификации ветрогенераторов по количеству лопастей, по материалам, из которых они выполнены, по оси вращения и по шагу винта.
Существуют два основных типа ветротурбин:
- с вертикальной осью вращения:

- «карусельные» — роторные, в том числе «ротор Савониуса» или «ротор братьев Ворониных». В начале октября 1924 года русские изобретатели братья Я. А. и А. А. Воронины получили советский патент на поперечную роторную турбину, в следующем году финский промышленник Сигурд Савониус организовал массовое производство подобных турбин. За ним и осталась «слава» изобретателя этой новинки;
- «лопастные» ортогональные — ротор Дарье;

- с горизонтальной осью круглого вращения (крыльчатые). Они бывают быстроходными с малым числом лопастей и тихоходными многолопастными, с КПД до 40 %[2].

Также существуют барабанные и роторные ветротурбины.
Ветрогенераторы, как правило, используют три лопасти для достижения компромисса между величиной крутящего момента (возрастает с ростом числа лопастей) и скоростью вращения (понижается с ростом числа лопастей).

### Преимущества и недостатки разных типов ВЭУ
Закон Беца предсказывает, что коэффициент использования энергии ветра (КИЭВ) горизонтальных, пропеллерных и вертикально-осевых установок ограничен константой 0,593. К настоящему времени достигнутый на горизонтальных пропеллерных ВЭУ коэффициент использования энергии ветра составляет 0,4. На данный момент этот коэффициент у ветрогенераторов (ветроустановок) ГРЦ-Вертикаль составляет 0,38. Проведённые экспериментальные исследования российских вертикально-осевых установок показали, что достижение значения 0,4-0,45 — вполне реальная задача. Таким образом коэффициенты использования энергии ветра горизонтально-осевых пропеллерных и вертикально-осевых ВЭУ близки.

## Устройство
ВЭУ состоит из:
1. ветротурбины, установленной на мачте с растяжками и раскручиваемой ротором либо лопастями;
2. электрогенератора.

Полученная электроэнергия поступает в:
- контроллер заряда аккумуляторов, подключённый к аккумуляторам (обычно на 24 В);
- инвертор (= 24 В -> ~ 220 В 50Гц), подключённый к электросети.

Промышленная ветровая установка
Состоит из следующих деталей:
1. Фундамент

Устройство ветрогенератора

2. Силовой шкаф, включающий силовые контакторы и цепи управления
3. Башня
4. Лестница
5. Поворотный механизм
6. Гондола
7. Электрический генератор
8. Система слежения за направлением и скоростью ветра (анемометр)
9. Тормозная система
10. Трансмиссия
11. Лопасти (как правило, три, поскольку роторы с двумя лопастями подвергаются большим нагрузкам в момент, когда пара лопастей вертикальна, а больше трёх лопастей создают избыточное сопротивление воздуха)
12. Система изменения угла атаки лопасти
13. Обтекатель

- Система пожаротушения
- Телекоммуникационная система для передачи данных о работе ветрогенератора
- Система молниезащиты
- Привод питча

Маломощная модель ветряного генератора
Состоит из следующих деталей:
1. Небольшой электродвигатель постоянного тока (3-12 В) (используемый как генератор)
2. Кремниевый выпрямительный диод
3. Электролитический конденсатор (1000 мкФ 6 В)

## Эффективность
Закон сохранения массы требует, чтобы количество воздуха, входящего и выходящего из турбины, было одинаковым. Соответственно, закон Беца даёт максимально достижимое извлечение энергии ветра ветряной турбиной как 16/27 (59,3 %) скорости, с которой кинетическая энергия воздуха достигает турбины.
Таким образом, максимальная теоретическая выходная мощность ветряной машины равна 16/27 кинетической энергии воздуха, который достигает эффективной площади диска машины за единицу времени. При эффективной площади диска {\displaystyle A} и скорости ветра {\displaystyle v} максимальная теоретическая выходная мощность равна
{\displaystyle P={\frac {16}{27}}{\frac {1}{2}}\rho v^{3}A={\frac {8}{27}}\rho v^{3}A},
где ρ — плотность воздуха.
Трение лопастей о воздух и лобовое сопротивление являются главными факторами, определяющими эффективность передачи энергии от ветра к ротору и, следовательно, стоимость энергии, вырабатываемой ветрогенератором. Среди других факторов снижения эффективности — потери в редукторе, в генераторе и преобразователе. По данным на 2001 год турбины, подключённые к коммерческим коммунальным предприятиям, при номинальной рабочей скорости выдавали от 75 % до 80 % предельной мощности, определяемой по закону Беца.
Эффективность может немного снизиться со временем из-за пыли, дефектов поверхности лопастей и налипших насекомых, которые снижают подъёмную силу лопасти. Анализ 3128 ветряных турбин старше 10 лет в Дании показал, что КПД половины турбин не снизился, а у другой половины снижался в среднем на 1,2 % в год.
В целом, более стабильные и постоянные погодные условия (особенно скорость ветра) приводят к повышению эффективности в среднем на 15 % по сравнению с неустойчивой погодой.
Было обнаружено, что различные материалы по-разному влияют на эффективность ветряных турбин. В эксперименте Университета Эге были сконструированы три трёхлопастные ветряные турбины диаметром 1 м с разным материалом лопастей: стекловолокно и углеродное волокно с эпоксидным связующим, углеродное волокно, стекло-полистирол. Испытания показали, что материалы с более высокой общей массой имеют больший момент трения и, следовательно, более низкий коэффициент мощности.

## Проблемы эксплуатации промышленных ветрогенераторов

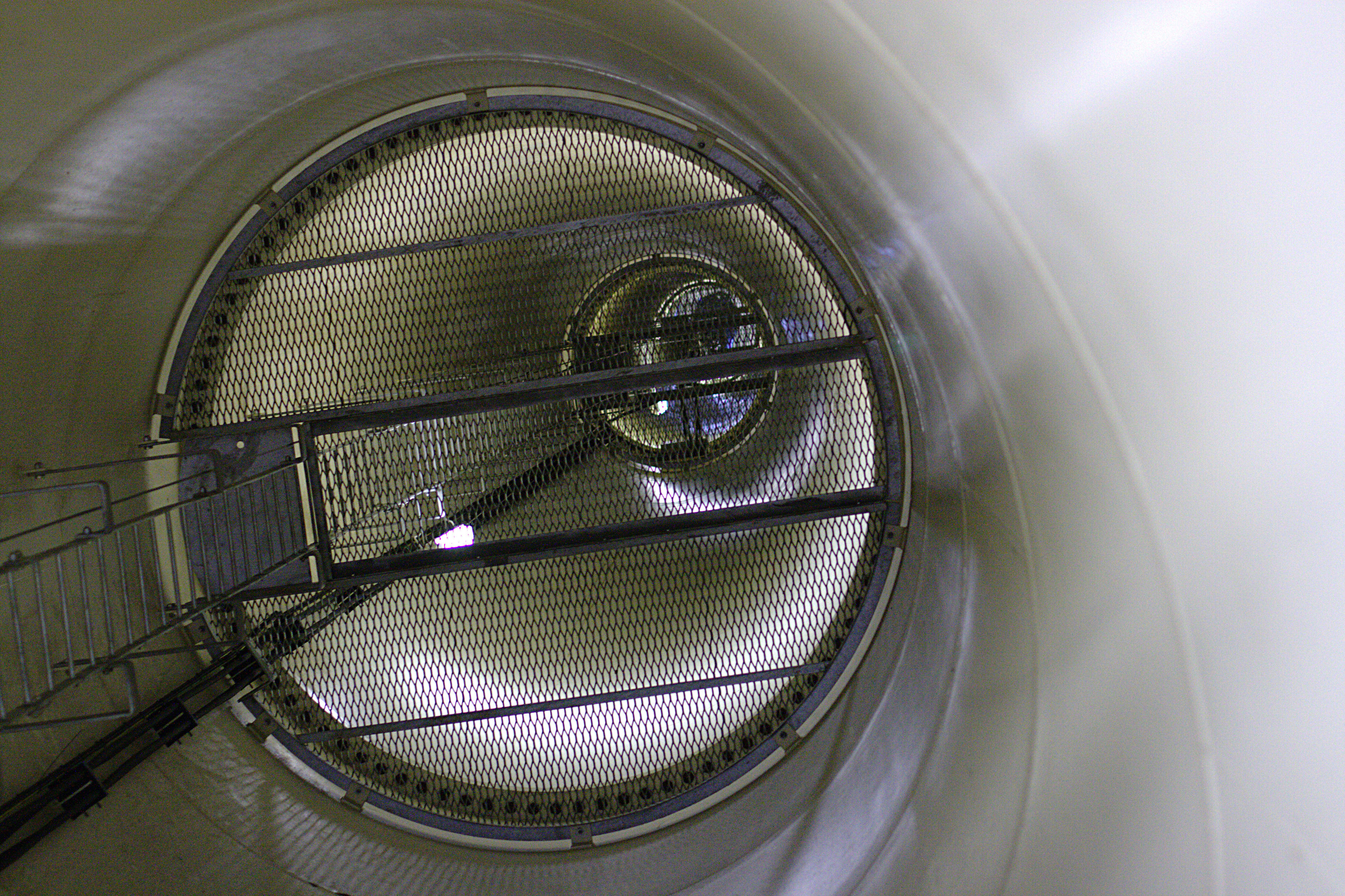
Внутри башни

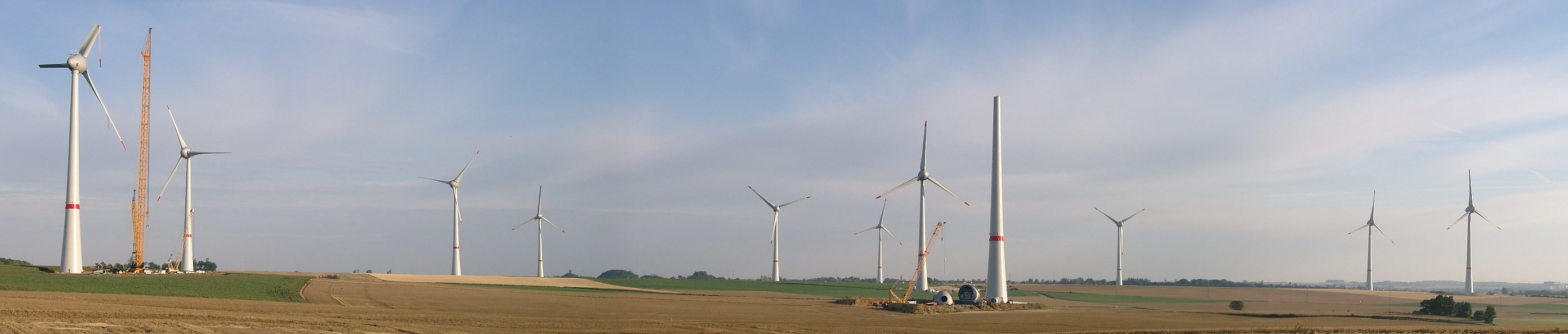
ВЭС Estinnes 11 × E-126 возле бельгийского Эстинн в июле 2010, за месяц до завершения строительства станции

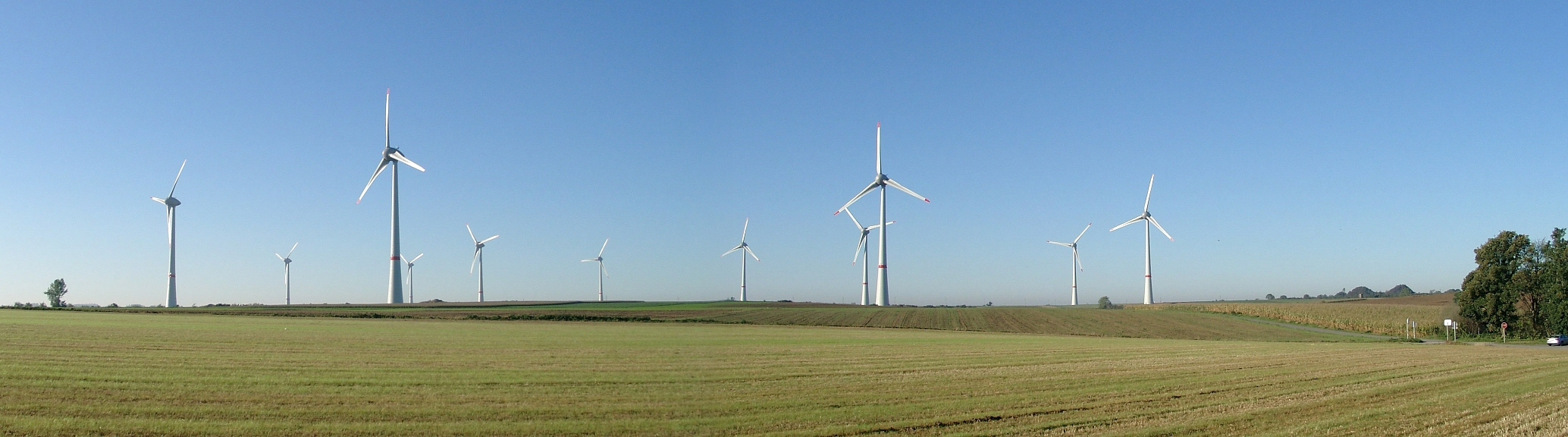
ВЭС Estinnes 11 × E-126 (11 × 7,5 МВт) возле бельгийского Эстинн 10 октября 2010 года.

Промышленный ветрогенератор строится на подготовленной площадке за 7-10 дней. Получение разрешений регулирующих органов на строительство ветровой фермы может занимать год и более. Кроме того, для обоснования строительства ветроустановки или ветропарка необходимо проведение длительных (не менее года) исследований ветра в районе строительства. Эти мероприятия значительно увеличивают срок реализации ветроэнергетических проектов.
Для строительства необходимы дорога до строительной площадки, место для размещения узлов при монтаже, тяжёлая подъёмная техника с выносом стрелы более 50 метров, так как гондолы устанавливаются на высоте около 50 метров.
В ходе эксплуатации промышленных ветрогенераторов возникают различные проблемы:
- Неправильное устройство фундамента. Если фундамент башни неправильно рассчитан, или неправильно устроен дренаж фундамента, башня от сильного порыва ветра может упасть.
- Обледенение лопастей и других частей генератора. Обледенение способно увеличить массу лопастей и снизить эффективность работы ветрогенератора. Для эксплуатации в арктических областях части ветрогенератора должны быть изготовлены из специальных морозостойких материалов. Жидкости, используемые в генераторе, не должны замерзать. Может замёрзнуть оборудование, замеряющее скорость ветра. В этом случае эффективность ветрогенератора может серьёзно снизиться. Из-за обледенения приборы могут показывать низкую скорость ветра, и ротор останется неподвижным.
- Отключение/поломка тормозной системы. При этом лопасть набирает слишком большую скорость и, как следствие, ломается.
- Отключение. При резких колебаниях скорости ветра срабатывает электрическая защита аппаратов, входящих в состав системы, что снижает эффективность системы в целом. Так же для больших ветростанций большая вероятность срабатывания защиты на отходящих ЛЭП.
- Нестабильность работы генератора. Из-за того, что в большинстве промышленных ветрогенерирующих установках стоят асинхронные генераторы, стабильная работа их зависит от постоянства напряжения в ЛЭП.
- Пожары. Пожар может возникнуть из-за трения вращающихся частей внутри гондолы, утечки масла из гидравлических систем, обрыва кабелей и т. д. Пожары ветрогенераторов редки, но их трудно тушить из-за отдалённости ветровых электростанций и большой высоты, на которой происходит пожар. На современных ветрогенераторах устанавливаются системы пожаротушения.
- Удары молний. Удары молний могут привести к пожару. На современных ветрогенераторах устанавливаются молниеотводящие системы.
- Шум и вибрация.

## Перспективные разработки
Норвежская компания StatoilHydro и немецкий концерн Siemens AG разработали плавающие ветрогенераторы для морских станций большой глубины. StatoilHydro построила демонстрационную версию мощностью 2,3 МВт в июне 2009 года. Турбина под названием Hywind, разработанная Siemens Renewable Energy, весит 5 300 тонн при высоте 65 метров. Располагается она в 10 километрах от острова Кармой, неподалёку от юго-западного берега Норвегии. Компания планирует в будущем довести мощность турбины до 5 МВт, а диаметр ротора — до 120 метров. Аналогичные разработки ведутся в США.
Компания Magenn разработала специальный вращающийся от ветра аэростат с установленным на нём генератором, который сам поднимается на высоту 120—300 метров. Нет необходимости строить башню и занимать землю. Аппарат работает в диапазоне скоростей ветра от 1 м/с до 28 м/с. Аппарат может перемещаться в ветряные регионы или быстро устанавливаться в местах катастроф.
В мае 2009 года в Германии компанией Advanced Tower Systems (ATS) был запущен в эксплуатацию первый ветрогенератор, установленный на гибридной башне. Нижняя часть башни высотой 76,5 метров построена из железобетона. Верхняя часть высотой 55 метров построена из стали. Общая высота ветрогенератора (вместе с лопастями) составляет 180 метров. Увеличение высоты башни позволит увеличить выработку электроэнерии до 20 %.
В конце 2010 года испанские компании Gamesa, Iberdrola, Acciona Alstom Wind, Técnicas Reunidas, Ingeteam, Ingeciber, Imatia, Tecnitest Ingenieros и DIgSILENT Ibérica создали группу для совместной разработки ветрогенератора мощностью 15,0 МВт.
Евросоюз создал исследовательский проект «UpWind» для разработки офшорного ветрогенератора мощностью 20 МВт.
В 2013 году японская компания «Mitsui Ocean Development & Engineering Company» разработала гибридную установку: на единой плавающей в воде оси установлена ветровая турбина и турбина, работающая от приливной энергии.
Самая мощная ветряная турбина в мире — 14-222 DD компании Siemens Gamesa (длина её лопасти достигает 108 м, а диаметр — 222 м), рекордсмен по максимальной выработке электроэнергии за сутки: 359 мегаватт-часов; 60 таких турбин будут установлены на ветряной электростанции Moray West в заливе Мори-Ферт в Шотландии.

## Крупнейшие производители
За 2024 год было установлено 23,1 тыс. ветрогенераторов общей установленной мощностью 127 ГВт, крупнейшими производителями по доле рынка были:
| №  | Название       | Страна   | Доля |
| -- | -------------- | -------- | ---- |
| 1  | Goldwind       | Китай    | 16,2 |
| 2  | Envision       | Китай    | 13,5 |
| 3  | Mingyang       | Китай    | 9,7  |
| 4  | Windey         | Китай    | 9,1  |
| 5  | Vestas         | Дания    | 8,7  |
| 6  | Sany           | Китай    | 7,2  |
| 7  | Dongfang       | Китай    | 7,2  |
| 8  | Siemens Gamesa | Испания  | 5,3  |
| 9  | Nordex         | Германия | 5    |
| 10 | GE Vernova     | США      | 4,1  |
| 11 | CRRC Group     | Китай    | 3,6  |
| 12 | Sewind         | Китай    | 2,2  |
| 13 | CSSC Haizhuang | Китай    | 2,2  |
| 14 | Enercon        | Германия | 2    |
| 15 | United Power   | Китай    | 1    |
|    | остальные      |          | 2,9  |

### Цены
Компания Bloomberg New Energy Finance производит расчёт ценового индекса ветрогенераторов (Wind Turbine Price Index). С 2008 года до 2010 года средние цены на ветрогенераторы снизились на 15 %. В 2008 году средняя цена ветрогенератора составляла 1,22 млн евро за 1 МВт мощности.
В августе 2010 года средняя цена одного МВт ветрогенератора составляла 1,04 млн евро.
В 2021 стоимость выросла до 4 млн евро (Германия, строительство возле города Флёте).

## Малые ветрогенераторы

Три типа ветрогенераторов в действии

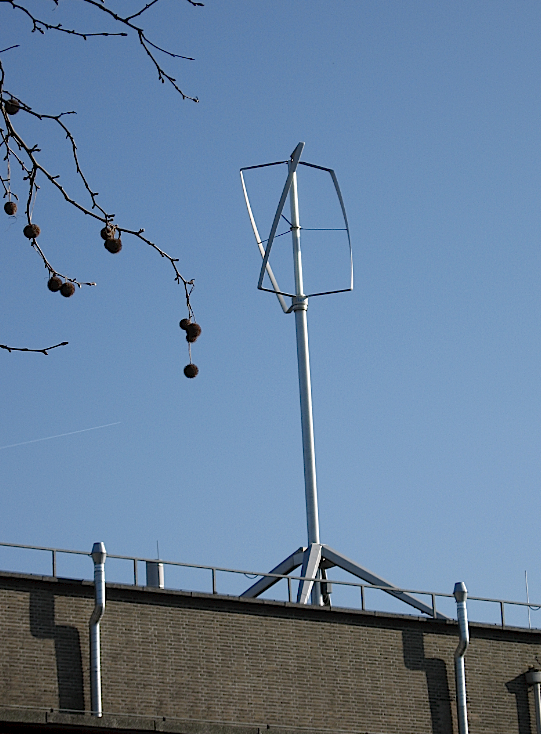
Малый роторный ветрогенератор на крыше здания

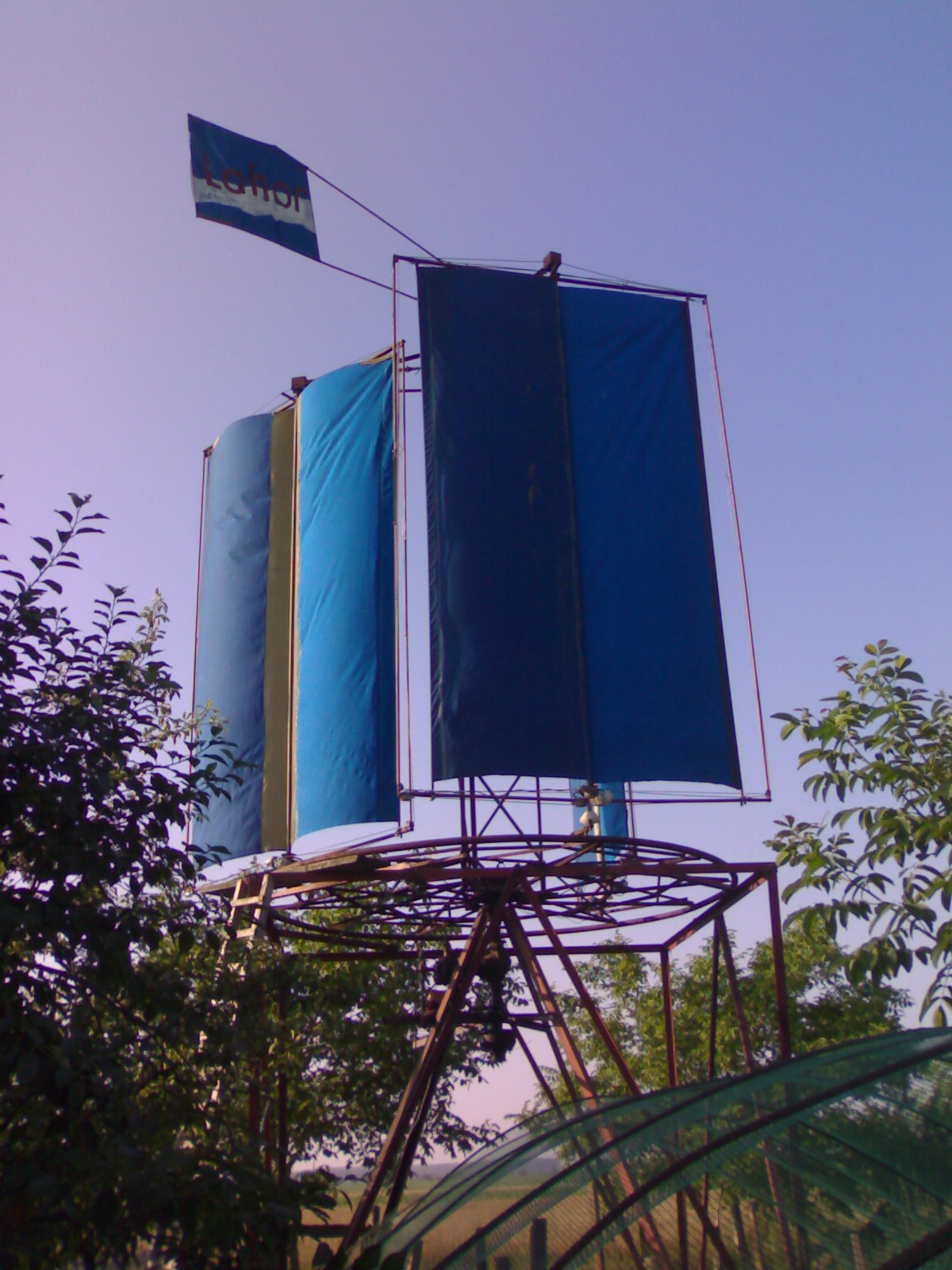
Парусный ветрогенератор

К малой ветроэнергетике относятся установки мощностью менее 100 кВт. Установки мощностью менее 1 кВт относятся к микро-ветровой энергетике. Они применяются на яхтах, сельскохозяйственных фермах для водоснабжения и т. д.

### Строение малой ветровой установки
1. Ротор; лопасти; ветротурбина; хвост, ориентирующий ротор против ветра
2. Генератор
3. Мачта с растяжками
4. Контроллер заряда аккумуляторов
5. Аккумуляторы (обычно необслуживаемые на 24 В)
6. Инвертор (= 24 В -> ~ 220 В 50Гц), подключённый к электросети

Малые ветрогенераторы могут работать автономно, то есть без подключения к общей электрической сети.
Некоторые современные бытовые ИБП имеют модуль подключения источника постоянного тока специально для работы с солнечными батареями или ветрогенераторами. Таким образом, ветрогенератор может быть частью домашней системы электропитания, снижая потребление энергии от электросети.

### Плюсы и минусы эксплуатации
Основными факторами, приводящими к удорожанию энергии для использования в промышленности, получаемой от ветрогенераторов, являются:
- необходимость получения электроэнергии промышленного качества ~ 220 В 50 Гц (применяется инвертор, ранее для этой цели применялся умформер)
- необходимость автономной работы в течение некоторого времени (применяются аккумуляторы);
- необходимость длительной бесперебойной работы потребителей (применяется дизель-генератор);

Считается, что применение малых автономных ветрогенераторов в быту малоцелесообразно из-за:
- высокой стоимости аккумуляторных батарей: ~ 25 % стоимости установки (используется в качестве источника бесперебойного питания при отсутствии или пропадании внешней сети);
- достаточно высокой стоимости инвертора (применяется для преобразования переменного или постоянного тока получаемого от ветрогенератора в переменное напряжение стандарта бытовой электросети (220 В, 50 Гц).
- нередкой необходимости добавлять к нему дизель-генератор, сравнимый по стоимости со всей установкой.

Однако, при наличии общей электросети и современного ИБП с двойным преобразованием эти факторы становятся неактуальными, также часто такие ИБП предусматривают возможность дополнения различными нестабильными источниками постоянного тока, такими как ветрогенератор или солнечная батарея.
Наиболее экономически целесообразным в настоящее время является получение с помощью ветрогенераторов не электрической энергии промышленного качества, а постоянного или переменного тока (переменной частоты) с последующим преобразованием его с помощью тепловых насосов в тепло для обогрева жилья и получения горячей воды. Эта схема имеет несколько преимуществ:
- Отопление является основным энергопотребителем практически любого дома в России.
- Схема ветрогенератора и управляющей автоматики кардинально упрощается.
- Схема автоматики может быть в самом простом случае построена на нескольких тепловых реле.
- В качестве аккумулятора энергии можно использовать обычный бойлер с водой для отопления и горячего водоснабжения.
- Потребление тепла не так требовательно к качеству и бесперебойности, температуру воздуха в помещении можно поддерживать в широком диапазоне: 19-25 °С; в бойлерах горячего водоснабжения: 40-97 °С, без ущерба для потребителей.

### Развитие

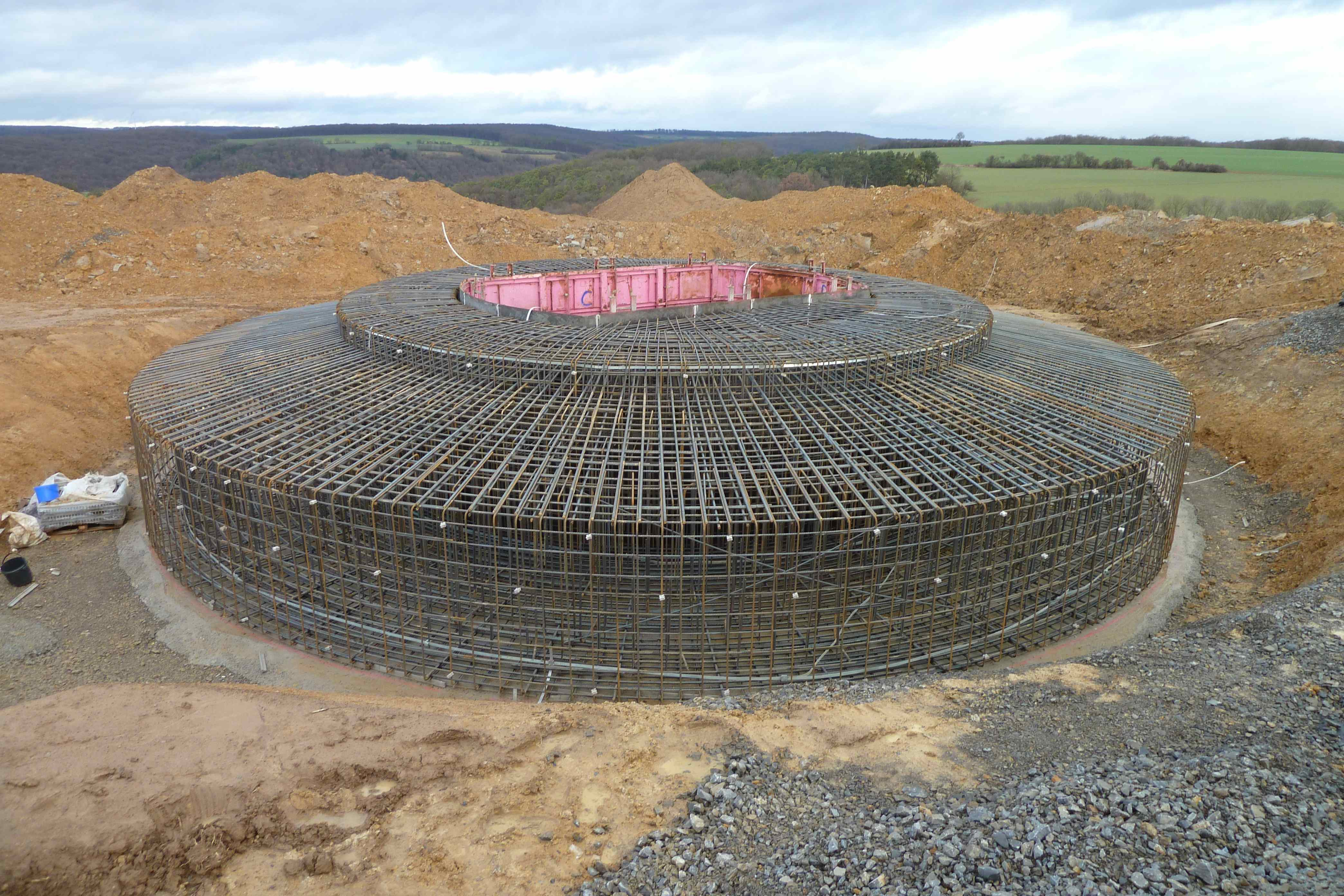
Строительство Фундамента для ветрогенератора

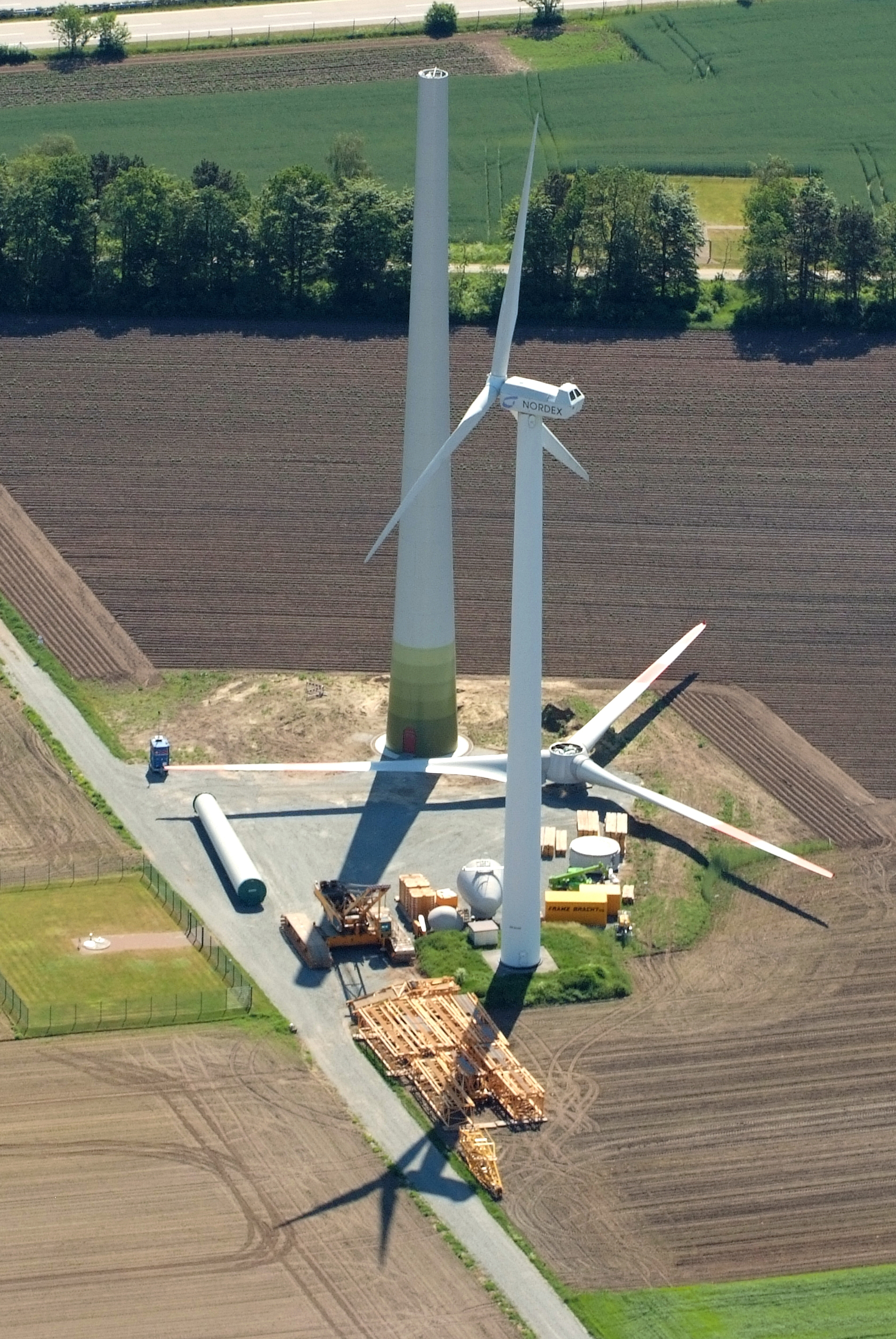
Монтаж ветрогенератора

Индустрия домашних ветрогенераторов активно развивается, и за вполне умеренные деньги уже сейчас можно приобрести ветровую установку и на долгие годы обеспечить энергонезависимость своему загородному дому. Обычно для обеспечения электроэнергией небольшого дома вполне достаточно установки номинальной мощностью 1 кВт при скорости ветра 8 м/с. Если местность не ветреная, ветрогенератор можно дополнить фотоэлектрическими элементами или дизель-генератором, а ветрогенераторы с вертикальными осями могут быть дополнены меньшими ветрогенераторами (например, турбина Дарье может быть дополнена ротором Савониуса. При этом одно другому не мешает — источники будут дополнять друг друга).
Наиболее перспективными регионами для развития малой ветроэнергетики считаются регионы со стоимостью электроэнергии более $0,1 за кВт·ч. Себестоимость электроэнергии, производимой малыми ветрогенераторами в 2006 г. в США составляла $0,10-$0,11 за кВт·ч.
Американская ассоциация ветровой энергетики (AWEA) ожидает, что в ближайшие 5 лет себестоимость снизится до $0,07 за кВт·ч.
По данным AWEA, в США в 2006 г. было продано 6807 малых ветровых турбин. Их суммарная мощность 17 543 кВт. Их суммарная стоимость $56 082 850 (примерно $3200 за кВт мощности). В остальном мире в 2006 г. были проданы 9502 малых турбины (без учёта США), их суммарная мощность 19 483 кВт.
Департамент Энергетики США (DoE) в конце 2007 года объявил о готовности финансирования особо малых (до 5 кВт) ветрогенераторов персонального использования.
AWEA прогнозирует, что к 2020 году суммарная мощность малой ветровой энергетики США вырастет до 50 тыс. МВт, что составит около 3 % от суммарных мощностей страны. Ветровые турбины будут установлены в 15 млн домов и на 1 млн малых предприятий. В отрасли малой ветроэнергетики будут заняты 10 тыс. человек. Они ежегодно будут производить продукции и услуг на сумму более чем $1 млрд.
В России тенденция установки ветрогенераторов для оснащения домов электричеством только зарождается. На рынке присутствуют буквально несколько производителей маломощных бытовых ветрогенераторов именно для домашнего использования. Цены на ветрогенераторы мощностью 1 кВт с полной комплектацией начинаются от 35-40 тыс. рублей (на 2012 год). Сертификация на установку данного оборудования не требуется.